# Erävisjärvi
Erävisjärvi är en sjö i kommunen Loppis i landskapet Egentliga Tavastland i Finland. Sjön ligger 110,3 meter över havet. Arean är 51 hektar och strandlinjen är 4,15 kilometer lång. Sjön  ingår i Kumo älvs huvudavrinningsområde.   Den ligger omkring 33 km söder om Tavastehus och omkring 66 km nordväst om Helsingfors. 